# Энугу Рейнджерс
«Ре́йнджерс Интернэ́шнл» (англ. Rangers International FC), известный также как «Энугу Рейнджерс» — нигерийский футбольный клуб из города Энугу. Выступает в Чемпионате Нигерии. Домашние матчи проводит на стадионе «Ннамди Азикиве», вмещающем 30 000 зрителей.

## История
Основан в 20 ноября 1970 года. Это единственный нигерийский клуб, который никогда не покидал высшую лигу страны.
Лучшими годами в истории клуба были 1970-е и 1980-е, когда «Рейнджерс» пять раз становились чемпионами Нигерии. Однако с укреплением профессионализации клуб, представляющий не самый богатый штат страны, уже не мог показывать столь стабильные и высокие результаты на уровне чемпионата Нигерии.
В 1975 году «Рейнджерс» добрались до финала Кубка чемпионов КАФ, где по сумме двух матчей уступили гвинейскому клубу «Хафия». В 1977 году клуб стал победителем Кубка Кубков африканских стран.

## Достижения
- Чемпион Нигерии (7): 1974, 1975, 1977, 1981, 1982, 1984, 2016
- Обладатель Кубка Нигерии (6): 1974, 1975, 1976, 1981, 1983, 2018
- Финалист Кубка Нигерии (6): 1971, 1978, 1990, 2000, 2004, 2007
- Обладатель Суперкубка Нигерии (1): 2004
- Финалист Кубка чемпионов КАФ (1): 1975
- Победитель Кубка обладателей кубков КАФ: 1977